# Patronyme géorgien
Un patronyme géorgien est un nom de famille originaire de la Géorgie; il se termine fréquemment par un suffixe chvili ou dzé signifiant la filiation, très souvent par un suffixe ia, oua ou ava, parfois encore par ani, ouri, ouli ou éli. Il se rencontre sur quatre des cinq continents où différentes migrations forcées, politiques ou économiques ont conduit une partie de la population de ce pays,.     

République de Géorgie.

## Terminaison
Les terminaisons de patronyme géorgien appartiennent généralement aux suffixes suivants : 
- chvili (en géorgien : შვილი ; enfant de) dans l’est géorgien (Kakhétie), comme Saakachvili (სააკაშვილი)
- dzé (en géorgien : ძე ; enfant de) dans l’ouest géorgien (Iméréthie, Gourie, Adjarie...), comme Chévardnadzé (შევარდნაძე), Andjaparidze (ანჯაფარიძე)
- ia (en géorgien : ია) ; oua (en géorgien : უა) ; ou ava (en géorgien : ავა) ;  dans l’ouest géorgien (Mingrélie, Abkhazie...), comme Gamsakhourdia (გამსახურდია)
- oul (en géorgien : ულ) ; ou ouri (en géorgien : ური) ;  dans le nord-est géorgien (Touchétie), comme Aznaouri,
- ani (en géorgien : ანი) ; dans le nord-ouest géorgien (Svanétie), comme Dadiani (დადიანი).

## Racine
Les racines de patronyme sont formées à partir de :
- prénoms : Davitachvili (დავითაშვილი), enfant de David (Davit en géorgien)[2],
- noms d’animaux : Lomadzé, enfant de lion,
- noms de métiers : Kalatozichvili, enfant de maçon,
- noms de lieu : Djavakhichvili, enfant de Djavakhétie (province géorgienne)[3].

## Géographie
Les patronymes géorgiens se retrouvent aujourd’hui sur quatre des cinq continents,
- en Asie, les différentes invasions de l'Empire perse (Ve et XVIe siècles) ont entraîné des déportations de population et plusieurs centaines de milliers de personnes d’origine géorgienne vivent aujourd’hui en Iran ; les différentes annexions de l’Empire ottoman (Lazistan, Tao-Klardjétie aux XIe et XVIe siècles, districts de Kars et d'Artvin au début du XXe siècle) ont changé la nationalité de plusieurs centaines de milliers de personnes ;  l’ouverture des frontières opérée après le retour à l’indépendance en 1991 a conduit à l'émigration vers Israël d'une centaine de milliers de personnes appartenant à la communauté juive ;
- en Europe, l’annexion du territoire géorgien par l’Empire russe (XIXe siècle) a généré des migrations géorgiennes : la Russie compte aujourd’hui une population d’origine géorgienne estimée à plusieurs centaines de milliers de personnes. La révolution d’Octobre 1917 et l’invasion de la République démocratique de Géorgie par les armées de la Russie soviétique en 1921 ont déclenché de nouvelles migrations (classe politique vers la France, classe militaire vers la Pologne et les germanophones vers l’Allemagne). L’Europe occidentale est devenue une terre d’immigration économique géorgienne à partir de la fin du  XXe siècle ;
- en Amérique, les soldats de l’Armée rouge faits prisonniers par l’armée allemande durant la Seconde Guerre mondiale et ne souhaitant pas retourner en URSS se sont souvent réfugiés aux États-Unis ou dans les pays d’Amérique du Sud. Ce continent est aussi devenu une terre d’immigration économique géorgienne à partir de la fin du XXe siècle ;
- en Australie, une immigration économique géorgienne significative s’est installée à partir du début du XXIe siècle.

## Transcription
L'écriture des patronymes géorgiens en langue française a varié dans le temps. 

### Jusqu’au milieu duXXesiècle
Encouragée par l’existence d’une Légation géorgienne (1921-1933) et d’un Office des réfugiés géorgiens (1933-1952) à Paris, la transcription des patronymes s’est opérée sur la base d’une orthographe en langue française proche de la prononciation en langue géorgienne. Ainsi la traduction directe du patronyme géorgien ზურაბიშვილი a donné Zourabichvili. Cette transcription française a été adoptée par le ministère français de l’Intérieur pour les patronymes des réfugiés politiques géorgiens et par le ministère français des Affaires étrangères pour le personnel officiel de la Géorgie. 
Généralisée en France par les universitaires et les journalistes, la transcription française n’a subi aucune entorse jusqu’à la fin de l’ère soviétique. 
Les personnes ayant transité par un pays tiers ont toutefois constitué une exception, leur patronyme ayant été transcrit dans le pays de transit. Ainsi une personne portant le patronyme ზურაბიშვილი qui se serait établie quelques années en Grande-Bretagne avant de venir en France, et dont le patronyme aurait été transcrit en Zurabishvili, aurait finalement été enregistrée comme Zurabishvili par les autorités françaises.

### Années 1990 à 2000
Durant les années 1990, après le retour à l’indépendance de la Géorgie, l’émigration de plus d’un million de ses habitants et la prédominance de la langue anglaise comme véhicule de communication, la plupart des patronymes géorgiens concernés ont été transcrits pour la communauté internationale selon la transcription anglaise. 
L’usage pratiqué par le ministère français des Affaires étrangères, les universitaires et les journalistes français a constitué une exception notable : ils ont continué à faire vivre la transcription française parallèlement à la transcription anglaise, Chévardnadzé à côté de Shevardnadze, Saakachvili à côté de Saakashvili. A contrario les fédérations sportives françaises se sont pliées aux usages des fédérations internationales.

### Paramètre technologique
L’absence d’accentuation sur les claviers d’ordinateurs géorgiens (souvent d’origine anglo-saxonne), l'utilisation des majuscules pour les patronymes afin d'éviter les erreurs et la moindre utilisation de l’accentuation par les francophones ont parfois conduit à des pratiques de patronymes géorgiens transcrits comme Chevardnadze. 

### XXIesiècle
En février 2002, dans le domaine géodésique et cartographique sous influence anglo-saxonne, l’Académie des Sciences de Géorgie a validé une translittération en caractères latins des caractères de l’alphabet géorgien proche de la transcription anglaise. Si cette transcription est largement utilisée pour les sportifs géorgiens internationaux, elle ne l'est pas pour les personnalités historiques et officielles géorgiennes par le corps diplomatique, la plupart des universitaires et journalistes français : les patronymes des cinéastes géorgiens cités dans l’annuaire Konoplaz en ligne sont ainsi transcrits à la française.

### Cohabitation de plusieurs transcriptions
Le tableau ci-dessous récapitule la transcription géorgien / français (utilisée aujourd'hui par la plupart des ministères, universitaires et journalistes non-sportifs français pour les personnalités officielles), la transcription géorgien / anglais (utilisée par les fédérations sportives internationales et les fédérations sportives françaises ainsi que par la majorité des citoyens géorgiens depuis le début des années 2000) et la translittération alphabet géorgien / alphabet latin (définie en 2002) :  
| alphabet géorgien | phonétique | transcription française (respectée à 100% jusqu'en 1991) | transcription anglaise (utilisée partiellement en français à partir de 1991) | translittération latine (2002) |
| ა                 | /ɑ/        | a                                                        | a                                                                            | a                              |
| ბ                 | /b/        | b                                                        | b                                                                            | b                              |
| გ                 | /ɡ/        | g                                                        | g                                                                            | g                              |
| დ                 | /d/        | d                                                        | d                                                                            | d                              |
| ე                 | /ɛ/        | é (ou e)                                                 | e                                                                            | e                              |
| ვ                 | /v/        | v                                                        | v                                                                            | v                              |
| ზ                 | /z/        | z                                                        | z                                                                            | z                              |
| თ                 | /tʰ/       | t                                                        | t                                                                            | t                              |
| ი                 | /i/        | i                                                        | i                                                                            | i                              |
| კ                 | /kʼ/       | k                                                        | k                                                                            | k’                             |
| ლ                 | /l/        | l                                                        | l                                                                            | l                              |
| მ                 | /m/        | m                                                        | m                                                                            | m                              |
| ნ                 | /n/        | n                                                        | n                                                                            | n                              |
| ო                 | /ɔ/        | o                                                        | o                                                                            | o                              |
| პ                 | /pʼ/       | p                                                        | p                                                                            | p’                             |
| ჟ                 | /ʒ/        | j                                                        | zh                                                                           | zh                             |
| რ                 | /r/        | r                                                        | r                                                                            | r                              |
| ს                 | /s/        | s                                                        | s                                                                            | s                              |
| ტ                 | /tʼ/       | t                                                        | t                                                                            | t’                             |
| უ                 | /u/        | ou                                                       | u                                                                            | u                              |
| ფ                 | /pʰ/       | p                                                        | p                                                                            | p                              |
| ქ                 | /kʰ/       | k                                                        | k                                                                            | k                              |
| ღ                 | /ɣ/        | g (rarement gh, h)                                       | gh                                                                           | gh                             |
| ყ                 | /qʼ/       | k (rarement kh)                                          | q                                                                            | q’                             |
| შ                 | /ʃ/        | ch                                                       | sh                                                                           | sh                             |
| ჩ                 | /tʃ(ʰ)/    | tch                                                      | ch                                                                           | ch                             |
| ც                 | /ts(ʰ)/    | ts                                                       | ts                                                                           | ts                             |
| ძ                 | /dz/       | dz                                                       | dz                                                                           | dz                             |
| წ                 | /tsʼ/      | tz (parfois ts)                                          | ts                                                                           | ts’                            |
| ჭ                 | /tʃʼ/      | tj (parfois tch)                                         | ch                                                                           | ch’                            |
| ხ                 | /x/        | kh                                                       | kh                                                                           | kh                             |
| ჯ                 | /dʒ/       | dj                                                       | j                                                                            | j                              |
| ჰ                 | /h/        | h (parfois kh)                                           | h                                                                            | h                              |

Le même patronyme géorgien porté par deux personnes ayant vécu à des époques différentes et ayant bénéficié de parcours géographiques différents pourra être transcrit de deux manières différentes.
Pour la transcription française, l’abandon de l’accentuation semble de plus en plus courant (exemple Guiorgui Djavakhidze plutôt que Guiorgui Djavakhidzé).
Pour la transcription anglaise, la lecture francophone doit prendre en compte la prononciation anglophone (exemple Giorgi Javakhidze).